# Johan IV Schellaert van Obbendorf

Familiewapen
Schellaert

Johan IV Schellaert van Obbendorf ook bekend als Jan Schellaert van Obbendorf (ca. 1375-) uit het Huis Schellaert. Hij was een zoon van Johan III Schellaert van Obbendorf heer van Gürzenich en Geysteren (-ca. 1368) en Bella (Beatrix/Sybille) van Vercken (-na 1403).
Johan IV was ridder, hofmeester van hertog Filips de Goede en heer van Gürzenich en heer van Schinnen van 1403 tot 1450 .
In 1403 trouwde hij (1) met Agnes van Vlodrop. Zij was de dochter van Godard II van Vlodrop ridder en erfvoogd van Roermond en Sophia van der Nuerstadt (Nieuwstad). 
Uit zijn eerste huwelijk zijn 4 kinderen geboren:
- Johanna Schellaert van Obbendorf, kanunnikes te Munsterbilzen.
- Anna Schellaert van Obbendorf
- Bella Schellaert van Obbendorf
- Johan V Schellaert van Obbendorf heer van Gürzenich en Schinnen. Hij trouwde met Reinera van Meehr. Zij was een dochter van Huibert van Culenborch heer tot Mehr.

Gerard I van Vlodrop en Willem I van Vlodrop waren de broers van zijn echtgenote. Willem trouwde met Elisabeth van de Wijer en vestigde de familietak Leut, in België. Deze tak kwam in het bezit van het kasteel Daelenbroeck. Gerard I vervolgde de tak erfvoogden van Roermond. Hij trouwde in 1391 met Elisabeth Rode, de dochter van Godart van Schönau.
Hij trouwde (2) ca. 1414 met Aleid van Gronsveld (ca. 1380-). Aleida was een dochter van Hendrik II van Gronsveld burggraaf van Limburg, heer van Gronsveld 1386-1404 en heer van Heyden (ca. 1335-1404) die getrouwd was met Margaretha van Printhagen (ca. 1333 - ca. 1380). Uit zijn tweede huwelijk zijn geen kinderen geboren.

Familiewapen Vlodrop